# Duékoué
Duékoué ist eine Stadt im Westen der Elfenbeinküste. Sie liegt in der bergigen Waldregion Moyen-Cavally und zählt laut Zensus von 2014 185.334 Einwohner.

## Infrastruktur
Die Stadt verfügt über eine Verbindung nach Liberia.
In Duékoué befindet sich ein großes Missionsgelände mit zwei Kirchen, einer Kapelle und mehreren Bürogebäuden.

## Wirtschaft
Um Duékoué wird Kakao angebaut, illegal Gold gefördert, Holz gerodet und Handel betrieben. Die Stadt ist von Armut geprägt.

## Geschichte
Die Bevölkerung von Duékoué ist multiethnisch.
Es gab jahrelang Auseinandersetzungen zwischen der lokalen Ethnie der Weh und ihrer Miliz Front de Libération du Grand Ouest (FLGO) und eingewanderten Arbeitern aus Burkina Faso um die Kontrolle der lukrativen Kakaoplantagen. Mit Beginn des Bürgerkrieges 2002 wurden zahlreiche Burkiner aus der Region verjagt, weil die Weh ihnen gemeinsame Sache mit den aus dem muslimischen Norden stammenden Rebellen vorwarfen.
Im Zuge der Präsidentschaftswahlen in der Elfenbeinküste 2010 kam es zu gewalttätigen Unruhen in Duékoué. Mindestens 14 Menschen wurden dabei getötet und 10.000 bis 15.000 flüchteten aus der Stadt. Bei der darauffolgenden Regierungskrise kam es am 3. Januar 2011 zu schweren Kämpfen zwischen verfeindeten Milizen. Dabei gab es mindestens vier Tote. Bei Kämpfen in der Region kamen am 6. Januar 14 Menschen ums Leben. Anfang März 2011 Truppen von Laurent Gbagbo gegen Einheiten der Rebellenkoalition Forces Nouvelles, die Alassane Ouattara unterstützen. Die Stadt fiel am 29. März 2011 in die Hand der Forces républicaines de Côte d’Ivoire (FRCI).
Zwischen dem 28. und 30. März 2011 kam es zu einem Massaker mit mehreren hundert Toten. Nach Angaben eines Reporters von AFP wurden die meisten Häuser der Stadt verbrannt.
Während der Einnahme flüchteten etwa 30.000 Menschen vor den Soldaten der FRCI auf das Missionsgelände der Stadt. Noch im Dezember lebten um die 2.400 Personen dort.